# كورتيس ريجنالد لويس
كورتيس ريجنالد لويس (بالإنجليزية: Curtis Reginald Lewis)‏ هو كاتب أغاني أمريكي، ولد في 1922، وتوفي في 1987.

## وصلات خارجية
- كورتيس ريجنالد لويس على موقع ميوزك برينز (الإنجليزية)
- كورتيس ريجنالد لويس على موقع ديسكوغز (الإنجليزية)